# Sangamner
Sangamner (Hindi und Marathi संगमनेर) ist eine Stadt im indischen Bundesstaat Maharashtra.

## Lage
Sangamner liegt im Distrikt Ahmednagar 77 km nordwestlich der Distrikthauptstadt Ahmednagar sowie 65 km südöstlich von Nashik. Der Fluss Pravara strömt südlich an der Stadt nach Osten.
Die Stadt ist vom Rang eines Municipal Councils. Sie ist in 27 Wards untergliedert.
Die nationale Fernstraße NH 50 (Pune–Nashik) passiert die Stadt.

## Bevölkerung
Beim Zensus 2011 betrug die Einwohnerzahl 65.804.
68 % der Bevölkerung gehören der Glaubensrichtung des Hinduismus an, 28 % sind Muslime.